# Natouze
 (mai 2022).
Si vous disposez d'ouvrages ou d'articles de référence ou si vous connaissez des sites web de qualité traitant du thème abordé ici, merci de compléter l'article en donnant les références utiles à sa vérifiabilité et en les liant à la section « Notes et références ».
La Natouze est une rivière de Saône-et-Loire et un affluent de la rive droite de la Saône.

## Géographie

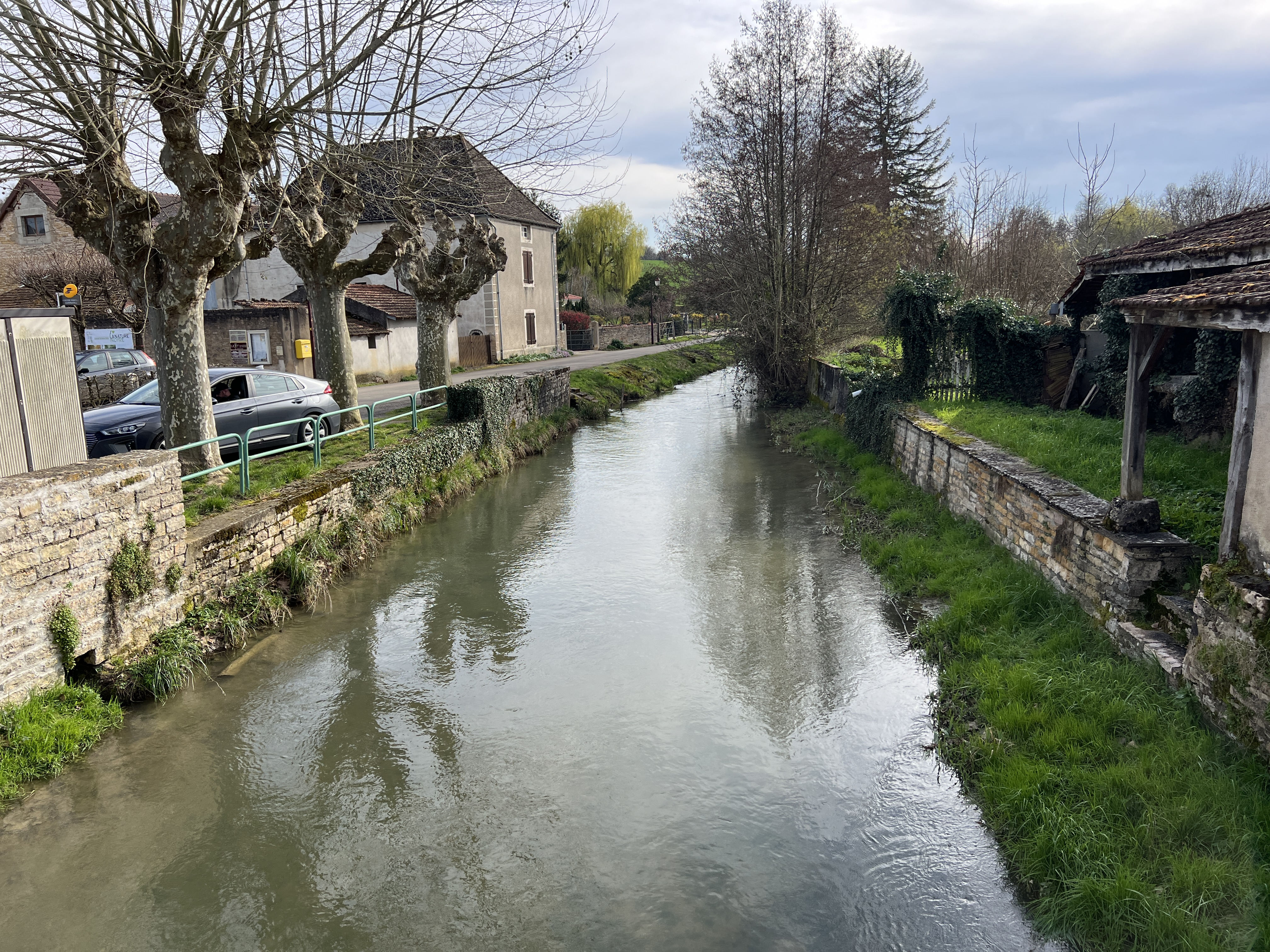
La rivière à Boyer.

Prenant sa source à Martailly-lès-Brancion, près du lavoir de Jeune Fontaine, cette rivière traverse successivement le territoire des cinq communes de Martailly-lès-Brancion, Boyer, Mancey, Ozenay, Vers.
Globalement orientée sud-ouest/nord-est, la Natouze, après avoir parcouru 18 kilomètres, se jette dans la Saône.
La Natouze, d’un débit relativement capricieux, a, pendant plusieurs siècles, fait vivre les moulins, les lavoirs et les fontaines des communes qu'elle traverse.